# Dionizy Łączyński
Dionizy Łączyński herbu Nałęcz – kapitan z kompanią Gwardii Pieszej Koronnej w 1790 roku, poseł na Sejm Czteroletni z powiatu gostynińskiego w 1788 roku, deputat na Trybunał Główny Koronny z Rawskiego w 1789 roku, sędzia pokoju powiatu gostynińskiego między 1806 a 1809 rokiem.